# Chelidonichthys spinosus
Chelidonichthys spinosus és una espècie de peix pertanyent a la família dels tríglids.

## Descripció
- Fa 40 cm de llargària màxima i 950 g de pes.
- La meitat inferior de l'aleta pectoral interior té nombroses taques disperses pàl·lides (blavoses en vida, blanques o groc pàl·lid en exemplars morts).
- N'hi ha exemplars que també presenten una taca negra a la part inferior interior de l'aleta pectoral.[2][3][4]

## Hàbitat
És un peix marí, demersal i de clima tropical que viu entre 25-615 m de fondària.

## Distribució geogràfica
Es troba al Pacífic nord-occidental: des del sud de Hokkaido (el Japó) fins al mar de la Xina Meridional.

## Observacions
És inofensiu per als humans.